# Erlolf von Bergholz
Erlolf von Bergholz (* um 1070 im Elsass; † 11. Oktober 1122 in Worms ? – historische und französischsprachige Schreibweise: Bergholtz) war zuletzt Abt des Klosters Fulda, gehörte zur unmittelbaren Umgebung von Kaiser Heinrich V. und war wesentlich am Zustandekommen des Wormser Konkordats beteiligt.

## Herkunft
Um 1070 wurde Erlolf in eine Ministerialenfamilie des Klosters Murbach im Südelsass geboren. Er trat wohl schon früh in die Abtei ein und besuchte dort die Klosterschule.

## Kirchlich-politischer Werdegang
Noch vor 1100 trat er in das Kloster Murbach als Mönch ein und wurde hier um 1110 Abt. Im Sommer 1114 setzte ihn Kaiser Heinrich V. entweder von Mainz aus oder bei einem Aufenthalt des Kaisers in Fulda Ende August als Abt in Fulda ein. Erlolf war der erste Abt in Fulda, der aus einer nicht adeligen Familie stammte. Noch im Herbst desselben Jahres hielt er sich beim Kaiser in Speyer auf, wo ein Feldzug gegen Erzbischof Friedrich I. beschlossen und im Oktober 1114 durchgeführt wurde. Erlolf nahm daran teil.
1116 begleitete er von Worms aus Heinrich V. auf dessen zweitem Italienzug. Er war so zweieinhalb Jahre nicht im Kloster Fulda, davon hielt er sich mehr als ein Jahr in Italien auf. In dieser Zeit entstanden Konflikte innerhalb des Klosters und es kam zu Bedrohungen von außen durch den Mainzer Erzbischofs Adalbert I., einen Gegner des Kaisers. Nach seiner Rückkehr ließ Erlolf 1118 die Burgen in Haselstein und Milseburg in der Rhön befestigen, um seine landesherrliche Position zu stärken.

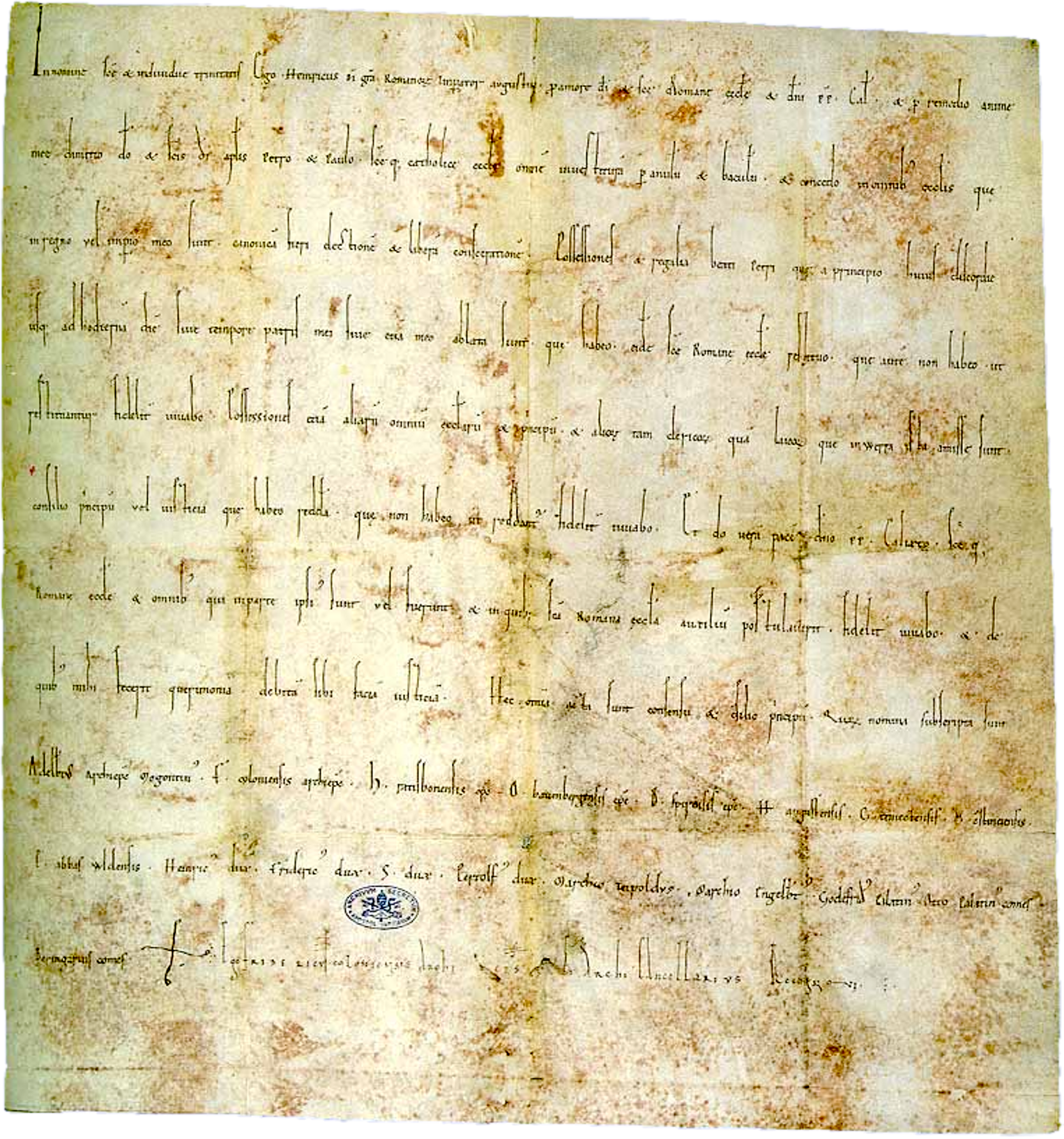
Die seitens des Kaisers für den Papst ausgestellte Urkunde des Wormser Konkordats

Im Mai 1120 nahm Abt Erlolf an einer Reichsversammlung in Würzburg teil. Am 12. Dezember 1120 stürzten der Ostchor und der daneben stehende südliche Turm der Abteikirche in Fulda, baulicher Vorgänger des heutigen, barocken Fuldaer Doms, ein. Aufgrund der schlechten wirtschaftlichen Lage der Abtei durch das umfangreiche Engagement des Abtes im Reichsdienst begann erst sein Nachfolger mit der Reparatur.
Mit Schreiben vom 19. Februar 1122 schlug Papst Calixt II. Kaiser Heinrich vor, sich im Investiturstreit zu einigen. Heinrich V. antwortete darauf positiv und beauftragte Abt Erlolf das entsprechende Schreiben zusammen mit Bischof Bruno von Speyer dem Papst zu überbringen. Dieser entsandte daraufhin drei Legaten, die zusammen mit Bischof Bruno und Abt Erlolf nach Deutschland zurückreisten: Bischof Lamberto Scannabecchi von Ostia, der spätere Papst Honorius II., Saxo von Anagni (Sassone di Anagni), Kardinalpriester von Santo Stefano Rotondo, und Kardinaldiakon Gregorio Papareschi di Guidoni von Sant’Angelo in Pescheria, der spätere Papst Innozenz II. Alle fünf waren dann an der Reichsversammlung in Worms beteiligt, die vom 8. September 1122 bis zum 23. September 1122 tagte und das Wormser Konkordat aushandelte. In der erhaltenen Ausfertigung der Urkunde, die der Kaiser den Vertretern des Papstes überreichte, ist auch Abt Erlolf als Zeuge aufgeführt.
Nur knapp zwei Monate später verstarb Erlolf am 11. Oktober 1122, vielleicht noch am Kaiserhof in Worms.